# 莫妮卡·策尔特
莫妮卡·策尔特（德語：Monika Zehrt，1952年9月29日—），德国女子田径运动员，主攻短跑。她曾代表东德参加1972年夏季奥林匹克运动会田径比赛，获得女子400米和女子4×400米接力金牌。